# 旭堂南喜
旭堂 南喜（きょくどう なんき、1986年3月11日 - ）は、日本の講談師、元お笑いタレント。本名∶市嶋 太喜。兵庫県小野市出身。
よしもとクリエイティブ・エージェンシー大阪本部所属。大阪NSC27期生（2004年4月入学、2005年4月卒業）であり、同期の芸人はGAG少年楽団、いがわゆり蚊、ビーフケーキなどで、東京NSC10期生のオリエンタルラジオ、はんにゃ、フルーツポンチ、トレンディエンジェルなどとも同期になる。

## 人物・来歴
兵庫県立小野工業高等学校卒業。趣味は散歩。旅行。
吉本新喜劇座員オーディション2009に合格。当時の芸名はいちじまだいき。主に吉本新喜劇の脇役として出演していた。
同期のお笑いコンビ・ビーフケーキ近藤貴嗣と仲が良く、彼らの公演によく出演している。
講談塾（講談師を目指して旭堂南陵に師事）とパントマイム教室に通っている。
ブログなどで「精進」という言葉をよく使っている。
ちじまんだいきという芸名で活動していた
2016年6月吉本新喜劇退団及び芸人引退を発表。6月13日をもって正式に引退。
2019年11月、4代目旭堂南陵に入門し「旭堂南喜」の名で講談師になる。
2021年3月、4代目玉田玉秀斎、旭堂南也とともに大阪講談協会を退会しフリーとなるが、南也とともに旭堂南鷹（上方講談協会所属）の預かりとなる。

## 持ちネタ
- 声を張り上げるとマイクの音声が割れたような甲高い声になることから、吉本新喜劇の舞台では腹立つ声、変な声などといじられる。そのため、座長を問わず新喜劇に出演していた。内場勝則等、他の座長の場合は甲高い声のモノマネで返されることが多いが、辻本茂雄座長公演の場合は以下のやり取りが行われる。
  - 登場後、辻本に「なんかその声腹立つ」と軽いビンタをされる。その後、喉に何が入っているのかと笑いを取るプレッシャーを感じるように尋ねられて、たじたじになりながらアドリブで答える（例：焼きそばパン、干ししいたけ、おじいちゃん、ヤクルト、プレッシャー、ピカチュウ）。その後、答えた物に対して（台本にないことを）ツッコまれている最中に突然、舞台袖に走って逃げ出すこともある。最初の回答の後、「急に聞いたワシも悪いけど…流石に×××はないやろ〜…。また後で聞くからな!」と圧力を掛けるのがお約束となっている。
- 小籔千豊座長公演の場合、小籔、座員の清水啓之と共にブラジルからホームステイにやってきた3人組として出演することが多かった。この時は3人は色違いの横縞のシャツを着ている。いちじまの芸人引退後は祐代朗功が引き継いでいる。

## 出演番組
- よしもと新喜劇（毎日放送）